# مجزرة مسجد فلسطين
مجزرة مسجد فلسطين، مواجهات بين قوى أمن سلطة الحكم الذاتي الفلسطينية ومتظاهرين من حركة حماس بعد صلاة الجمعة يوم 18 تشرين الثاني 1994 قرب مسجد فلسطين وسط مدينة غزة، أدت إلى مقتل 12 متظاهرا وجرح أكثر من 200 آخرين.

## الأحداث
دعت حركة حماس أنصارها إلى الخروج في مسيرة حاشدة بعد صلاة الجمعة 18 تشرين الثاني 1994 من مسجد فلسطين في غرب مدينة غزة تأييدا لحركة الجهاد الإسلامي الذي نفذ أحد أعضاؤه في 11 تشرين الثاني عملية استشهادية انتقاما لاغتيال القيادي هاني عابد
اصطدمت هذه التظاهرة بقوى الأمن المنتشرة بكثافة في المكان، حيث رشقها المتظاهرون بالحجارة وردت هذه بإطلاق الرصاص الحي على المتظاهرين، ما أدى إلى مقتل 11 وجرح العشرات، ثم توسعت الاشتباكات إلى أماكن أخرى، خاصة حول محيط مسشتفى الشفاء في غزة حيث تدفقت أعداد الجرحى.وتتناقض روايتا حركة حماس والسلطة الفلسطينية حول المتسبب في اندلاع الاشتباكات، ففي حين وفي حين تشير رواية حركة حماس إلى الصدامات قد اندلعت بسبب استفزاز عناصر الشرطة الفلسطينية ولأمن الوقائي المتظاهرين ومحاولتهم انتزاع انتزاع مكبرات الصوت عن السيارة المخصصة لمرافقة المسيرة السلمية، حيث رشق المتظاهرون قوى الأمن بالحجارة، وردت هذه بإطلاق الرصاص الحي على المتظاهرين، برر قائد شرطة غزة، غازي الجبالي،الحضور الأمني الكثيف بمعلومات عن نية حماس الخروج بمظاهرات عنفية، وتتهم عناصر حماس بالبدء بإطلاق النار.